# Reinhard Mixl
Reinhard Wilhelm Mixl (* 11. Januar 1961 in Waldkirchen) ist ein deutscher Politiker (AfD) und Mitglied des Deutschen Bundestages.

## Leben und Beruf
Nach dem Besuch der Volksschule in Röhrnbach, Außernbrünst und Prag besuchte Mixl die Realschule in Tittling. Er schloss die Fachoberschule Passau mit Fachabitur ab. Er studierte Betriebswirtschaft an der Fachhochschule Regensburg, die er 1991 als Diplom-Betriebswirt abschloss. Parallel zur schulischen Ausbildung erlangte er den Facharbeiterbrief als Kfz-Mechaniker und machte eine Ausbildung zum Rohrschweißer.
Von 1984 bis 1985 arbeitete Mixl als Rohrschweißer und Dachdecker in Dingolfing und Burghausen.
Von 1988 bis 1992 war er an der elterlichen Schreinerei beteiligt, die heute von seinem Bruder weitergeführt wird. Von 1992 bis 1995 war er Kaufmännischer Leiter der Firmengruppe Scheco Kälte- und Klimatechnik in Regensburg.
Seit 1995 ist er selbständiger Unternehmensberater.
Mixl ist ledig, konfessionslos, hat zwei Töchter und wohnt in Schwandorf.

## Politik
Mixl trat 2017 der AfD bei. Er ist seit 2020 Stadt- und Kreisrat in Schwandorf. 
Bei der Bundestagswahl 2025 am 23. Februar wurde er über die Landesliste Bayern der AfD in den 21. Deutschen Bundestag gewählt. Er ist dort ordentliches Mitglied im Finanzausschuss.